# Dromornithidae
Dromornithidae, cũng thường được gọi là mihirung, chim sấm sét hay vịt quỷ, là một nhánh các loài chim Úc lớn không bay vào thế Oligocen đến thế Pleistocen. Tất cả hiện đã tuyệt chủng. Từ lâu, chúng đã được phân vào bộ Đà điểu, nhưng hiện nay thường được phân loại là điểu cầm.
Các loài họ này là một phần của quần thể động vật Úc. Một loài, Dromornis stirtoni, cao 3 m. Thuật ngữ chung quần thể động vật Úc được sử dụng để mô tả một số loài động vật tương đối lớn sống ở Úc cho đến 50.000 đến 20.000 năm trước. Nguyên nhân của sự biến mất của những con vật này đang được tranh cãi, mặc dù việc săn bắn của con người đã được xác định là một kẻ chủ mưu tiềm năng.
Người ta cũng không rõ các loài họ này là động vật ăn thịt ở mức độ nào. Những chiếc mỏ khổng lồ, nghiền nát của một số loài cho thấy rằng ít nhất một số thành viên trong họ là sự kết hợp của động vật săn mồi ăn thịt và động vật ăn xác thối hoặc động vật ăn tạp. Các đặc điểm khác, chẳng hạn như bàn chân "giống móng guốc", cấu trúc dạ dày và cấu trúc mắt dẫn đến tầm nhìn rộng, nhưng cũng có khả năng tạo ra điểm mù trung tâm khoảng 40 độ (sẽ cản trở đáng kể việc săn mồi), gợi ý một lối sống di cư, ăn thực vật hơn. Sự đồng thuận hiện tại là chúng thực sự là động vật ăn cỏ.
Tên khoa học Dromornithidae bắt nguồn từ tiếng Hy Lạp δρομαίος, dromaios ("chạy nhanh") và ὀρνις, ornis ("chim"). Ngoài ra, chúng còn được gọi là chim sấm sét, emu khổng lồ, chim chạy khổng lồ, vịt quỷ và mihirung.

## Phân loại
Họ hàng gần nhất của nhóm này là gì đang là vấn đề gây tranh cãi. Trong nhiều năm, người ta cho rằng chúng có họ hang với thứ lớpPalaeognathae, chẳng hạn như đà điểu Emu, đà điểu đầu mào, đà điểu Nam Mỹ và đà điểu châu Phi. Hiện nay người ta tin rằng sự tương đồng giữa các nhóm này là kết quả của những phản ứng tương tự đối với việc mất đi khả năng bay. Ý tưởng mới nhất về các mối quan hệ các loài họ này, dựa trên các chi tiết của hộp sọ, là chúng phát triển sớm trong dòng dõi bao gồm loài chim nước (bộ Ngỗng). Tuy nhiên, một số nghiên cứu phát sinh loài đã phục hồi chúng gần giống với gà chọi (bộ Gà).
Dưới đây là sự nhất trí chung của hệ phát sinh loài theo giả thuyết rằng chúng là thành viên của nhánh Odontoanserae.

|  | †Dromornithidae (mihirung)                                               |
|  |                                                                          |
|  | \| \| †Vegaviidae \| \| \| \| \| \| Anseriformes (chim nước) \| \| \| \| |
|  |                                                                          |
|  | †Vegaviidae                                                              |
|  |                                                                          |
|  | Anseriformes (chim nước)                                                 |
|  |                                                                          |

|  | †Vegaviidae              |
|  |                          |
|  | Anseriformes (chim nước) |
|  |                          |

|  | †Dromornithidae (mihirung)                                               |
|  |                                                                          |
|  | \| \| †Vegaviidae \| \| \| \| \| \| Anseriformes (chim nước) \| \| \| \| |
|  |                                                                          |
|  | †Vegaviidae                                                              |
|  |                                                                          |
|  | Anseriformes (chim nước)                                                 |
|  |                                                                          |

|  | †Vegaviidae              |
|  |                          |
|  | Anseriformes (chim nước) |
|  |                          |

|  | †Dromornithidae (mihirung)                                               |
|  |                                                                          |
|  | \| \| †Vegaviidae \| \| \| \| \| \| Anseriformes (chim nước) \| \| \| \| |
|  |                                                                          |
|  | †Vegaviidae                                                              |
|  |                                                                          |
|  | Anseriformes (chim nước)                                                 |
|  |                                                                          |

|  | †Vegaviidae              |
|  |                          |
|  | Anseriformes (chim nước) |
|  |                          |

|  | †Dromornithidae (mihirung)                                               |
|  |                                                                          |
|  | \| \| †Vegaviidae \| \| \| \| \| \| Anseriformes (chim nước) \| \| \| \| |
|  |                                                                          |
|  | †Vegaviidae                                                              |
|  |                                                                          |
|  | Anseriformes (chim nước)                                                 |
|  |                                                                          |

|  | †Vegaviidae              |
|  |                          |
|  | Anseriformes (chim nước) |
|  |                          |

Một bài báo năm 2017 liên quan đến sự tiến hóa và phát sinh loài của loài gà khổng lồ của Worthy và các đồng nghiệp đã tìm thấy sự hỗ trợ phát sinh loài trong việc tìm ra các mihirung là đơn vị phân loại chị em với Gastornithidae. Xứng đáng và cộng sự. (2017) kết hợp một số đơn vị phân loại mới và các đặc điểm tính cách vào các ma trận hiện có của điểu cầm dẫn đến một số phát sinh học của chúng để hỗ trợ nhóm này. Các tác giả đã lưu ý rằng hỗ trợ bootstrap được hỗ trợ một cách yếu ớt và một trong những loài thực vật của họ thậm chí còn tìm thấy các loài Gastornithiformes thay vào đó là các loài bộ Pangalliformes. Chúng cũng được hỗ trợ yếu ớt. Dưới đây là mô hình phát sinh loài đơn giản cho thấy một hệ phát sinh loài của chúng hỗ trợ các loài Gastornithiformes là các loài nhánh Odontoanserae.
|                   | †Vegaviiformes                                                                 |
|                   |                                                                                |
| Gastornithiformes | \| \| †Gastornithidae \| \| \| \| \| \| †Dromornithidae (mihirung) \| \| \| \| |
|                   | \| \| †Gastornithidae \| \| \| \| \| \| †Dromornithidae (mihirung) \| \| \| \| |
|                   | †Gastornithidae                                                                |
|                   |                                                                                |
|                   | †Dromornithidae (mihirung)                                                     |
|                   |                                                                                |

|  | †Gastornithidae            |
|  |                            |
|  | †Dromornithidae (mihirung) |
|  |                            |

|                   | †Vegaviiformes                                                                 |
|                   |                                                                                |
| Gastornithiformes | \| \| †Gastornithidae \| \| \| \| \| \| †Dromornithidae (mihirung) \| \| \| \| |
|                   | \| \| †Gastornithidae \| \| \| \| \| \| †Dromornithidae (mihirung) \| \| \| \| |
|                   | †Gastornithidae                                                                |
|                   |                                                                                |
|                   | †Dromornithidae (mihirung)                                                     |
|                   |                                                                                |

|  | †Gastornithidae            |
|  |                            |
|  | †Dromornithidae (mihirung) |
|  |                            |

### Các loài
Có bảy loài đã biết trong họ Dromornithidae, loài nhỏ nhất là Barawertornis tedfordi, một loài chim có kích thước tương đương với một con đà điểu đầu mào hiện đại, nặng 80 đến 95 kg. Hai loài Ilbandornis (Ilbandornis lawsoni và Ilbandornis woodburnei) là những loài chim lớn hơn, nhưng có chân thon hơn các loài họ này khác và tương tự như đà điểu châu Phi về hình dáng và kích thước của chúng. Bullockornis planei ("vịt quỷ diệt vong") và Genyornis newtoni ("mihirung") có cấu trúc nặng hơn, đứng cao khoảng 2 đến 2,5 m và có thể đạt trọng lượng từ 220 đến 240 kg. Các loài họ này lớn nhất là Dromornis australis, nguồn gốc tên họ này, và Dromornis stirtoni khổng lồ ("chim sấm sét Stirton"). Genyornis được biết đến nhiều nhất trong các chi.

## Mô tả và sinh học

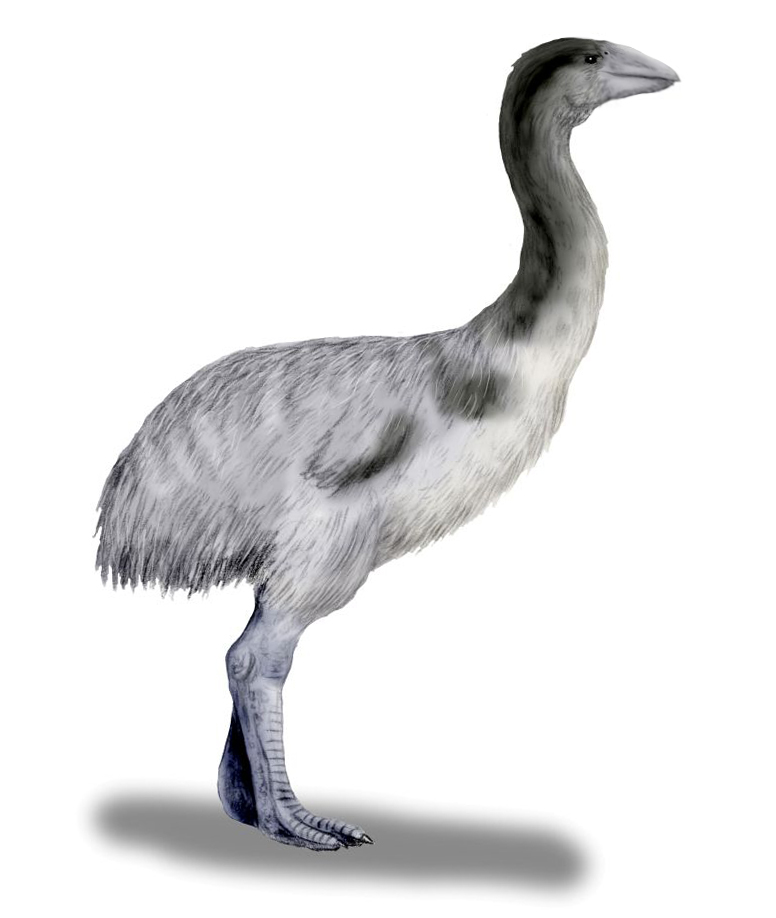
Họa sĩ tái tạo lại Genyornis newtoni.

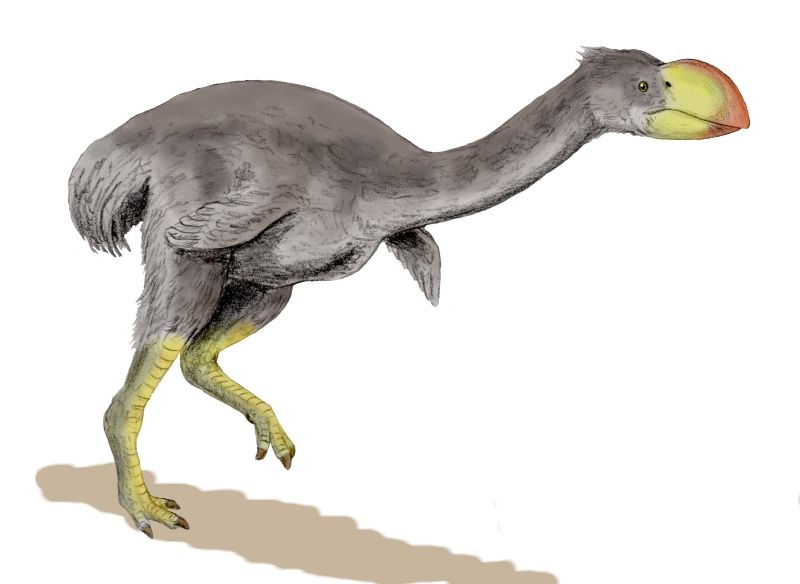
Họa sĩ tái tạo lại Dromornis stirtoni.

Các loài họ này nhìn bề ngoài giống như đà điểu Emu hoặc moa rất lớn. Đa sô đều có thân hình nặng nề, với đôi chân phát triển mạnh mẽ và đôi cánh nhỏ đi rất nhiều. Phần xương cuối cùng của ngón chân giống móng guốc nhỏ, thay vì móng vuốt như ở hầu hết các loài chim. Giống như chim emu và các loài chim không bay khác, chúng bị mất keel trên xương ức mà đóng vai trò là bộ phận gắn kết cho các cơ bay lớn trong hầu hết các bộ xương chim. Hộp sọ của chúng cũng khá khác với hộp sọ của chim emu. Những con chim này có kích thước từ khoảng bằng một chiếc băng cối hiện đại 1,5 đến 1,8 m lên đến 3 m trong trường hợp của chim Dromornis stirtoni, có thể là loài chim lớn nhất từng sống sau loài chim voi (Vorombe).

### Chế độ ăn
Người ta thường cho rằng chúng là loài ăn thực vật, một niềm tin hiện được coi là đồng thuận khoa học phổ biến. Niềm tin này dựa trên các đặc điểm:
- thiếu một móc ở cuối mỏ
- thiếu móng vuốt trên ngón chân
- sự liên kết của đá chim (lưu ý: đá chim cũng được tìm thấy trong dạ dày của một số loài ăn thịt, chẳng hạn như cá sấu hiện đại)
- số lượng lớn các cá thể xuất hiện cùng nhau, cho thấy hành vi bầy đàn

Tuy nhiên, hộp sọ rất lớn và mỏ sâu của Bullockornis rất không giống với những loài chim ăn cỏ lớn như moa. Nếu loài này ăn thực vật, nó được trang bị để xử lý vật liệu rất cứng mà cho đến nay vẫn chưa được xác định. Việc phát triển và duy trì một cái đầu lớn như vậy sẽ gây bất lợi và có lẽ sẽ không xảy ra trừ khi nó mang lại một lợi ích đáng kể nào đó, mặc dù nó có thể chỉ là một tín hiệu xã hội. Tuy nhiên, nó sẽ đòi hỏi một cấu trúc xã hội phát triển cao hoặc phức tạp để tiến hóa.
Có ý kiến cho rằng, bất chấp những dấu hiệu của động vật ăn cỏ ở một số loài họ này, Bullockornis có thể là động vật ăn thịt hoặc có thể là động vật ăn xác thối. Tuy nhiên, hiện nay đa số các nhà chức trách đều coi nó là động vật ăn thực vật.

### Chuyển động
Do kích thước khổng lồ của chúng, chúng được coi là những sinh vật chậm chạp, ì ạch. Chân của chúng không dài và thon như chân của loài đà điểu Emu hay đà điểu châu Phi, mà chúng chuyên dùng để chạy. Tuy nhiên, phân tích cơ sinh học về các phần đính kèm và kích thước giả định của các cơ cho thấy rằng chúng có thể đã chạy nhanh hơn nhiều so với suy nghĩ của người ta lúc đầu, bù đắp cho hình thể kém lý tưởng với sức mạnh vũ phu.

### Dị hình giới tính
Ít nhất thì Dromornis cho thấy bằng chứng về sự lưỡng hình giới tính. Con đực cường tráng và nặng hơn con cái, mặc dù không nhất thiết phải cao hơn.

## Phân bố
Hồ sơ về những con chim này chỉ được biết đến từ Úc. Hầu hết các ghi chép về chúng đến từ nửa phía đông của lục địa, mặc dù bằng chứng hóa thạch cũng đã được phát hiện ở Tasmania và Tây Úc. Tại một số khu vực Lãnh thổ phía Bắc, chúng rất phổ biến, đôi khi chiếm 60-70% vật liệu hóa thạch. Một mảnh xương bàn chân có kích thước bằng loài họ này đã được tìm thấy ở Nam Cực, nhưng liệu nó có đại diện cho những loài chim này hay không thì vẫn chưa chắc chắn.
Những xương sớm nhất được xác định được tìm thấy trong trầm tích cuối thế Oligocen tại Riversleigh ở tây bắc Queensland. Có những dấu chân từ đầu thế Eocen ở đông nam Queensland có thể được coi là loài họ này. Bằng chứng gần đây nhất, về Genyornis newtoni, đã được tìm thấy tại Cuddie Springs ở trung tâm phía bắc New South Wales và có niên đại là 31.000 năm tuổi.

## Tuyệt chủng
Nguyên nhân dẫn đến sự tuyệt chủng của toàn bộ họ này cùng với phần còn lại của các động vật của Úc vào cuối thế Pleistocen vẫn còn đang được tranh luận. Người ta đưa ra giả thuyết rằng sự xuất hiện của những con người đầu tiên ở Úc (khoảng 48-60 nghìn năm trước) và việc săn bắt và sử dụng lửa thay đổi cảnh quan của họ có thể đã góp phần vào sự biến mất của các loài động vật này. Tuy nhiên, điều kiện khô hạn trong thời kỳ băng hà cao điểm (khoảng 18.000 năm trước) là một yếu tố gây nhiễu đáng kể. Các nghiên cứu gần đây dường như loại trừ đây là nguyên nhân chính của sự tuyệt chủng, nhưng cũng có một số tranh cãi về những nghiên cứu này. Có khả năng là sự kết hợp của tất cả các yếu tố này đã góp phần vào sự diệt vong của các loài động vật này. Tuy nhiên, có sự bất đồng đáng kể về tầm quan trọng tương đối của mỗi nguy nhân.

## Khám phá
Loài gần đây nhất, Genyornis newtoni, chắc chắn đã được thổ dân biết đến trong thời kỳ cuối của Pleistocene. Các bức tranh hang động được cho là mô tả con chim này được biết đến, như là những dấu chân được chạm khắc lớn hơn những bức tranh được coi là đại diện cho emus. Tại Cuddie Springs, xương Genyornis đã được khai quật kết hợp với các cổ vật của con người. Vấn đề mức độ ảnh hưởng của con người đối với dromornithids và các động vật lớn khác thời bấy giờ vẫn chưa được giải quyết và còn nhiều tranh cãi. Nhiều nhà khoa học tin rằng sự định cư và săn bắn của con người phần lớn là nguyên nhân dẫn đến sự tuyệt chủng của nhiều loài động vật của Úc.
Những người châu Âu đầu tiên gặp phải xương của chúng có thể là Thomas Mitchell và nhóm của ông. Trong khi khám phá hang động Wellington, một trong những người của ôngđã buộc dây của mình vào một vật thể bị vỡ khi anh ta cố gắng xuống dây. Sau khi người đàn ông leo lên trở lại, người ta thấy rằng vật thể chiếu là xương dài hóa thạch của một con chim lớn. Loài đầu tiên được mô tả là Dromornis australis. Mẫu vật được tìm thấy trong một cái giếng sâu 55 mét tại Đỉnh Downs, Queensland và sau đó được mô tả bởi Richard Owen vào năm 1872.
Bộ sưu tập mở rộng của bất kỳ hóa thạch họ này nào được thực hiện lần đầu tiên tại Hồ Callabonna, Nam Úc.
Năm 1892, E.C Stirling và A.H.C Zietz của Bảo tàng Nam Úc đã nhận được báo cáo về những chiếc xương lớn trong lòng hồ khô ở phía tây bắc của bang. Trong vài năm tiếp theo, họ đã thực hiện một số chuyến đi đến địa điểm này, thu thập bộ xương gần như hoàn chỉnh của một số cá nhân. Họ đặt tên cho loài mới được tìm thấy là Genyornis newtoni vào năm 1896. Phần còn lại của Genyornis đã được tìm thấy ở các vùng khác của Nam Úc và New South Wales và Victoria.
Các địa điểm quan trọng khác là Bullock Creek và Alcoota, cả ở Lãnh thổ phía Bắc. Mẫu vật được phục hồi ở đó vẫn không được lưu ý và không được đặt tên cho đến năm 1979, khi Patricia Rich mô tả năm loài mới và bốn chi mới.
Các xương đại diện tốt nhất của chúng là đốt sống, xương dài của xương ức và xương ngón chân. Xương sườn và xương cánh được bảo quản không phổ biến. Phần hiếm nhất của bộ xương là hộp sọ. Trong nhiều năm, hộp sọ duy nhất được biết đến là một mẫu vật bị hư hỏng của Genyornis. Sự tái tạo ban đầu của dromornithids khiến chúng trông giống như emus quá khổ. Peter Murray và Dirk Megirian của Bảo tàng Lãnh thổ phía Bắc của Úc đã phục hồi đủ vật liệu hộp sọ của Bullockornis để đưa ra hình dung về cái đầu của con chim đó. Bây giờ người ta mới biết rằng Bullockornis có hộp sọ rất lớn, với mỏ khổng lồ chiếm khoảng hai phần ba của nó. Mỏ sâu, nhưng khá hẹp. Hàm có các cạnh cắt ở phía trước cũng như nghiền nát các bề mặt ở phía sau. Có những phần đính kèm cho các cơ lớn, cho thấy Bullockornis có một cú cắn cực mạnh. Nhiều mảnh vỡ còn sót lại của hộp sọ của Dromornis cho thấy rằng nó cũng có một hộp sọ quá khổ.
Xương không phải là phần còn lại duy nhất của các loài họ này đã được tìm thấy:
- Những viên đá đánh bóng mà những con chim giữ trong mề của chúng (dạ dày cơ bắp) xuất hiện ở một số địa điểm. Những viên đá này, được gọi là sỏi dạ dày, đóng một vai trò quan trọng trong quá trình tiêu hóa của chúng bằng cách phá vỡ thức ăn thô hoặc vật chất được nuốt thành khối lớn.
- Hàng loạt dấu chân, được gọi là đường mòn, đã được tìm thấy tại một số địa điểm.[21][22][23]
- Người ta đã tìm thấy những ấn tượng về bên trong khoang sọ (phôi hoặc màng trong sọ). Nội tiết được hình thành khi các chất lắng đọng lấp đầy hộp sọ trống, sau đó hộp sọ bị phá hủy. Những hóa thạch này cho hình ảnh khá chính xác về bộ não của các loài họ Dromornithidae.